# 西川祐尹

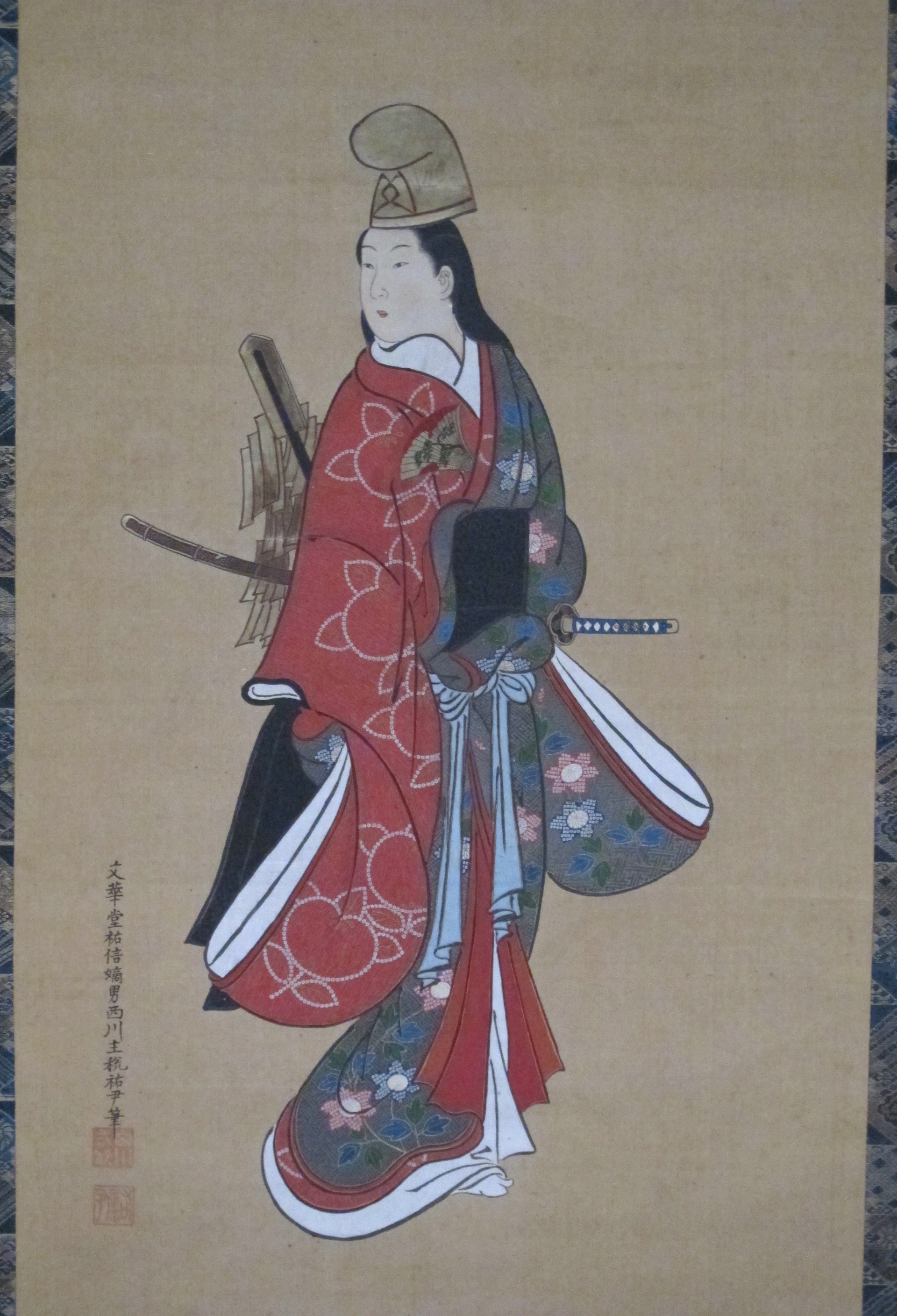
「男舞図」（部分）　祐尹筆、東京国立博物館所蔵。

西川 祐尹（にしかわ すけただ、生年不明 - 宝暦8年12月17日〈1759年1月15日〉）とは、江戸時代の京都の浮世絵師。

## 来歴
京都の人、西川祐信の長男で幼名は大助または伊織、通称は西川主税。得祐斎、文生堂と号す。父祐信と同じく公家の西園寺家に仕える一方、祐信の跡を継ぎ絵師として活動し、版本の挿絵と肉筆美人画を描いた。儒医も好み『雀論語』という本を著したという。『増訂浮世絵』は祐信と比べて「その伎倆は及ばないけれども相当な手腕をもつて居る」と評している。作画期は寛延頃から始まる。
祐尹の没年については『名人忌辰録』や『続平安名家墓所一覧』に、宝暦12年（1762年）8月25日に享年57で没したとするが、大橋乗保と林美一の調査によれば子孫の西川家に系図と過去帳が伝わっており、それらには祐尹の没年が宝暦8年12月17日であると記されている。享年は不明。墓所は京都三条大宮の妙泉寺、法名は徳本院積善浄運居士。弟に西川祐肖がおり、これも絵師だったが延享元年（1744年）に33歳で没している。また西川家は祐尹の孫の代で家業を医者とし、絵師としての系譜は絶えた。

## 作品

### 版本挿絵
- 『絵本八重桜』　※宝暦2年（1752年）刊行
- 『絵本鏡百首』　※中村満仙作。宝暦2年・宝暦3年刊行
- 『絵本勇士艸』上下二冊　※宝暦3年刊行
- 『絵本響の瀧』三冊　※水本深蔵撰、宝暦3年刊行
- 『絵本みつの友』　※宝暦3年刊行
- 『絵本面美花』（かおよはな）　※宝暦4年刊行
- 『絵本氷面鏡』　※宝暦5年刊行

### 肉筆画
- 「男舞図」　絹本着色　東京国立博物館所蔵　※「文華堂祐信嫡男西川主税祐尹筆」の落款、「西川弐代」の白文方印と「祐尹」の朱文方印あり
- 「立姿美人図」　絹本着色　ニューオータニ美術館所蔵　※「西川祐尹筆」の落款、「西川弐代」の白文方印と「祐尹」の朱文方印あり。この絵は『絵本常盤草』（享保16年〈1731年〉刊行）の上巻にある人物の図様を利用して描かれたことが指摘されている。
- 「春画帖」　着色　画帖12図　個人所蔵　※「西川祐尹筆」の落款 第1図冒頭に関防印「文華堂猶児」白文長方印があり 寛延2年（1749年）正月 - 文華堂は父祐信の号であることから、その後継者を自認した印文だと読める。12図のうち4図は祐信の「春宵秘戯図巻」の図様を転用している[1]。